# Babakotia
 Babakotia  ist eine ausgestorbene Gattung der Primaten aus der Gruppe der Palaeopropithecidae. Sie lebte bis vor rund 500 bis 1000 Jahren auf der Insel Madagaskar. Die wissenschaftliche Gattungsbezeichnung ist abgeleitet von Babakoto, dem einheimischen Namen des Indri. Die einzige beschriebene Art ist Babakotia radofilai.
Babakotia hatte stark verlängerte Arme und große Hände und Füße, die Beine hingegen waren kurz. Wie bei allen Palaeopropithecinae deuten die anatomischen Merkmale auf eine suspensorische (nach unten an den Bäumen hängende) Lebensweise ähnlich den Faultieren hin. Die kräftigen Hände und Füße dürften einen sicheren Griff und ein Klettern an dicken Ästen ermöglicht haben. Der Bau des Schädels glich dem der Indris, war aber deutlich größer. Auffallend waren die verlängerten oberen Prämolaren. Man schätzt das Gewicht der Tiere auf rund 15 bis 20 Kilogramm.
Vermutlich war auch die Lebens- und Fortbewegungsweise von Babakotia durch langsame, behäbige Bewegungen geprägt. Die Nahrung bestand wahrscheinlich hauptsächlich aus Blättern.
Subfossile Überreste von Babakotia radofilai wurde erst Anfang der 1990er-Jahre in Höhlen im äußersten Norden Madagaskars gefunden. 
Das Aussterben dieser Art dürfte in ursächlichem Zusammenhang mit der Besiedlung Madagaskars durch die Menschen stehen, die erst vor rund 1500 Jahren begann. Im Anschluss daran sind eine Reihe von Primatenarten verschwunden, darunter auch die Riesenlemuren. Die Gründe dafür lagen in der Bejagung und der Lebensraumzerstörung, möglicherweise gekoppelt mit klimatischen Veränderungen.